# Sigurd Syr

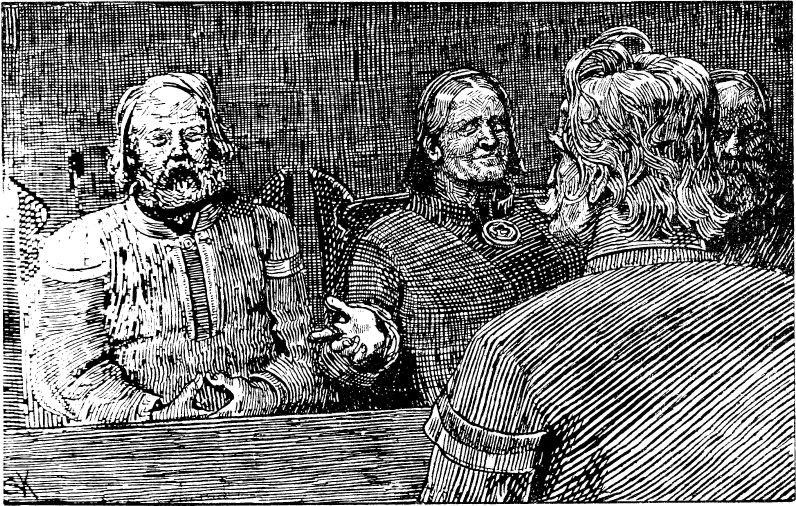
Pubblicazione del 1899

Sigurd Syr (in norreno Sigurðr Sýr; ... – 1018 circa) fu padre di Harald III di Norvegia.

## Biografia
Sigurd Syr nacque in data ignota e fu il sovrano del piccolo regno di Ringerike, oggi comune della contea di Buskerud. Sigurd è noto per lo più per i propri legami con due Re di Norvegia: Olaf II di Norvegia, suo figliastro, e Harald III di Norvegia nato dal suo matrimonio con Åsta Gudbrandsdatter. I due si erano sposati dopo che lei era rimasta vedova del primo marito Harald Grenske.
Tutto quello che si sa della famiglia d'origine di Sigurd proviene dai poemi islandesi che trovarono la loro massima espressione nell'opera di Snorri Sturluson, la Heimskringla e il testo vuole che Sigurd sia il nipote di Harald I di Norvegia attraverso uno dei suoi numerosi figli nati fuori dal matrimonio, Sigurd Rise (morto nel 950). Riguardo a questa parentela illustre sono stati sollevati numerosi dubbi, Sigurd Rise era, in fin dei conti, un figlio minore avuto da una donna del popolo Sami chiamata Snøfrid Svåsesdotter e le fonti sono assai scarse. Si è anche congetturato che Sigurd Rise potesse essere il padre di Halfdan di Hadafylke che a sua volta avrebbe generato Sigurd, tuttavia sembra improbabile perché non vi sono fonti coeve che testimonino l'esistenza di un uomo con quel nome. Del resto gli studiosi moderni sono alquanto scettici sull'ascendenza tracciata nelle cronache della dinastia Bellachioma che si ritiene essere in gran parte inventata e frutto d'invenzione senza grande attinenza alla storia vera e propria.
Secondo la Heimskringla Sigurd era un uomo prudente, modesto, taciturno e incredibilmente ricco, lo si racconta come qualcuno che si prendeva cura delle proprietà, una cosa che faceva personalmente e di carattere pacifico e saggio e proprietario di diverse grandi fattorie. Il suo pseudonimo Syr vuol dire seminare (dal norreno svīn), la ragione precisa è ignota si è suggerito che derivi dal fatto che fosse un uomo estremamente dedito alla terra, comunque visto che era di nobili origini è da ritenersi un epiteto onorifico. Sigurd divenne cristiano attorno al 998 quando lui e la moglie si fecero battezzare a seguito della visita di Olaf I di Norvegia andato nella regione per predicare il cristianesimo.
Lui ed Åsta, la cui data di matrimonio non è nota ebbero insieme diversi figli:
- Guttorm
- Gunnhild
- Halfdan
- Ingerid, madre di Tore Ingeridsson, padre adottivo di Magnus III di Norvegia
- Harald III di Norvegia.

Benché Sigurd non fosse, secondo le saghe, un uomo amante dei riti della nobiltà e della pompa non di meno ricoprì con dignità il proprio ruolo supportando il figliastro Olaf nella sua ambizione per raggiungere il trono. Nel 1014 interpellò gli altri sovrani degli staterelli norvegesi per supportare la causa del figliastro che abbisognava di uomini e mezzi per costruire un esercito per prendere il trono. Olaf prese il trono l'anno seguente. L'anno di morte di Sigurd si colloca attorno al 1018.

## Ascendenza
|                          |   |                        | Genitori         |  |  | Nonni |  |  | Bisnonni             |  |  | Trisnonni       |  |
|                          |   |                        |                  |  |  |       |  |  | Harald I di Norvegia |  |  | Halfdan il Nero |  |
|                          |   |                        |                  |  |  |       |  |  | Harald I di Norvegia |  |  | Halfdan il Nero |  |
|                          |   | Ragnhildr Sigursdóttir |                  |  |  |       |  |  | Harald I di Norvegia |  |  |                 |  |
| Sigurðr Hrísi Haraldsson |   |                        |                  |  |  |       |  |  | Harald I di Norvegia |  |  |                 |  |
|                          |   | Snæfrídr Svásisdóttir  | Svási il Finnico |  |  |       |  |  |                      |  |  |                 |  |
|                          |   | Snæfrídr Svásisdóttir  | Svási il Finnico |  |  |       |  |  |                      |  |  |                 |  |
|                          |   | Snæfrídr Svásisdóttir  | …                |  |  |       |  |  |                      |  |  |                 |  |
| Halfdan Sigurdsson       |   | Snæfrídr Svásisdóttir  |                  |  |  |       |  |  |                      |  |  |                 |  |
|                          |   | …                      | …                |  |  |       |  |  |                      |  |  |                 |  |
|                          |   | …                      | …                |  |  |       |  |  |                      |  |  |                 |  |
|                          |   | …                      | …                |  |  |       |  |  |                      |  |  |                 |  |
| …                        |   | …                      |                  |  |  |       |  |  |                      |  |  |                 |  |
|                          |   | …                      | …                |  |  |       |  |  |                      |  |  |                 |  |
|                          |   | …                      | …                |  |  |       |  |  |                      |  |  |                 |  |
|                          |   | …                      | …                |  |  |       |  |  |                      |  |  |                 |  |
| Sigurd Syr               |   | …                      |                  |  |  |       |  |  |                      |  |  |                 |  |
|                          | … | …                      |                  |  |  |       |  |  |                      |  |  |                 |  |
|                          | … | …                      |                  |  |  |       |  |  |                      |  |  |                 |  |
|                          | … | …                      |                  |  |  |       |  |  |                      |  |  |                 |  |
| …                        | … |                        |                  |  |  |       |  |  |                      |  |  |                 |  |
|                          |   | …                      | …                |  |  |       |  |  |                      |  |  |                 |  |
|                          |   | …                      | …                |  |  |       |  |  |                      |  |  |                 |  |
|                          |   | …                      | …                |  |  |       |  |  |                      |  |  |                 |  |
| …                        |   | …                      |                  |  |  |       |  |  |                      |  |  |                 |  |
|                          |   | …                      | …                |  |  |       |  |  |                      |  |  |                 |  |
|                          |   | …                      | …                |  |  |       |  |  |                      |  |  |                 |  |
|                          |   | …                      | …                |  |  |       |  |  |                      |  |  |                 |  |
| …                        |   | …                      |                  |  |  |       |  |  |                      |  |  |                 |  |
|                          |   | …                      | …                |  |  |       |  |  |                      |  |  |                 |  |
|                          |   | …                      | …                |  |  |       |  |  |                      |  |  |                 |  |
|                          |   | …                      | …                |  |  |       |  |  |                      |  |  |                 |  |
|                          |   | …                      |                  |  |  |       |  |  |                      |  |  |                 |  |